# California City, Kalifornien
California City är en stad (city) i Kern County, i delstaten Kalifornien, USA. Enligt United States Census Bureau har staden en folkmängd på 14 327 invånare (2011) och en landarea på 527 km².